# Italikus nyelvek
Az italikus vagy itáliai nyelvek az indoeurópai nyelvcsalád egyik déli ágát alkotó, az ókor folyamán Itália területén beszélt, ma pedig – az újlatin nyelvek révén – a világ jelentős részén elterjedt nyelvek és dialektusok megnevezése. Róma terjeszkedésével a latin kiszorította Itália többi italikus nyelvét, amelyek azonban az egyes olasz dialektusokra máig kimutatható hatást gyakoroltak (főleg hangtanilag). Mivel az italikus nyelvek ma élő egyedüli ága a latin nyelv leszármazottaiból áll (→újlatin nyelvek), az italikus nyelveket egyes források gyakran egyszerűen az újlatin nyelvekkel azonosítják. Az italikus nyelvek a hangtani fejlődés szempontjából az indoeurópai nyelvcsalád ún. kentum nyelveihez tartoznak (→kentum–szatem izoglossza).

## Csoportosításuk
Az italikus nyelvek genetikus besorolását az indoeurópai nyelvcsaládon belül, és kapcsolatait az alábbi ábra szemlélteti:
Indoeurópai nyelvcsalád
- italikus nyelvek
  - latin–faliszkuszi csoport
    - latin
      - újlatin nyelvek

    - faliszkuszi (†) NV?[2]

  - szabell (oszk–umber) csoport (†)
    - oszk vagy szamnisz (†)
    - umber alcsoport
      - umber  (†)
      - paelignus (†) NV?
      - marsus (†) NV?
      - marrucinus (†) NV?
      - vestinus (†) NV?
      - volscus (†) NV?

    - délpicén vagy szabin (†)

  - északi csoport
    - venét (†)[3]

## Történetük
Az indoeurópai nyelveket beszélő népek északi irányból, valószínűleg több hullámban érkezhettek Itáliába az i. e. II-I. ezredforduló körüli időkben. A ránk maradt nyelvi anyag alapján valószínűsíthető, hogy létezett egy italikus alapnyelv, amelyből a történetileg ismert változatok származtak, ennek földrajzi helye azonban bizonytalan. A legjobban dokumentált ókori italikus nyelvek a jól ismert latinon kívül az oszk és az umber.

## Példamondatok
A hasonlóság szemléltetésére egy rövid példamondat („Szobrok, amelyek a veteményeskertben vannak”) néhány italikus nyelven:
- latin: Statuae quae sunt in horto.
- oszk: Status pus set hurtin.
- spanyol: Estatuas que están en el huerto.
- olasz: Statue che sono nell’orto.

## Érdekesség
Szerb Antal Utas és holdvilág című művében a „hiteles” etruszk mondat, a Foied vinom pipafo, cra carefo valójában erős faliszkuszi hatást mutató ólatin emlék (aranykori változatban így hangzana: Hodie vinum bibam, cras carebo), jelentése körülbelül: „Ma bort iszom, holnap nem lesz” (megfigyelhető jellegzetességek: a foied elején a media aspirata (FH) a későbbi h helyett még f körüli hang, a bibo reduplikált imperfectumot használ, a cras végéről hiányzik a réshang (alkalmasint az ejtés nyomán), a carefo alakban a futurumi rag szintén az eredeti BH nyomán f-ként jelenik meg.